# Dany, le chat superstar
Pour plus de détails, voir Fiche technique et Distribution.
Dany, le chat superstar (ou Danny) ou Les Chats ne dansent pas au Québec (Cats Don't Dance) est un film d'animation américain sorti en 1997.
Le film est dédié à la mémoire de Gene Kelly, qui a participé au film en tant que consultant pour les chorégraphies.

## Synopsis
En 1939, un chat nommé « Dany » quitte sa ville natale de Kokomo dans l'Indiana pour trouver la gloire à Hollywood. Mais avant de grimper en haut de l'affiche, il devra déjouer les pièges semés par l'enfant star Darla Dimple qui voit d'un mauvais œil l'ambition de ce chat et de ses amis aspirants acteurs.

## Fiche technique
- Titre original : Cats Don't Dance
- Titre français : Dany, le chat superstar ou Danny, le chat superstar
- Titre québécois : Les Chats ne dansent pas
- Réalisation : Mark Dindal
- Scénario :
  - Intrigue : Mark Dindal, Robert Lance, Brian McEntee, Rick Schneider-Calabash, David Womersley, Kelvin Yasuda
  - Scénario : Robert Gannaway, Cliff Ruby, Elana Lesser, Theresa Cullen, Cinco Paul
- Montage : Dan Molina
- Musique :
  - Compositeur : Mark Mancina
  - Chansons : Randy Newman
- Format : 35 mm - 1.33:1 - couleur
- Langue : anglais
- Production : Timothy Campbell, Paul Gertz, David Kirschner
  - Coproduction : Jim Katz, Barry Weiss
  - Production associée : Bill Bloom
  - Production déléguée : Sandy Russell Gartin, Charles Leland Richardson, David J. Steinberg
- Distribution :
  - Warner Bros. Pictures ( États-Unis)
  - Turner Entertainment (reste du monde)
- Genre : film d'animation
- Durée : 75 minutes
- Budget : 32 millions de dollars américains
- Dates de sortie :
  -  États-Unis : 26 mars 1997
  -  France : 26 aout 1998
- Version française (Québec) réalisée par[1] :
  - Société de doublage : Covitec
  - Direction artistique : Claudine Chatel
- Box-office :
  -  États-Unis : 3 566 637 USD[2]

## Distribution

### Voix originales
- Scott Bakula : Dany
- Jasmine Guy : Sawyer (voix parlée)
- Natalie Cole : Sawyer (voix chantée)
- Ashley Peldon : Darla Dimple (voix parlée)
- Lindsay Ridgeway : Darla Dimple (voix chantée)
- Kathy Najimy : Tillie Hippo
- John Rhys-Davies : Woolie Mammoth
- George Kennedy : L.B. Mammoth
- René Auberjonois : Flanagan
- Betty Lou Gerson : Frances Albacore
- Hal Holbrook : Cranston Goat
- Matthew Herried : Peabo "Pudge" Pudgemyer
- Don Knotts : T.W. Turtle
- Mary Kay Bergman : Alice
- Mark Dindal : Max
- Frank Welker : Farley Wink
- Carole Jeghers : Femme dans la rue

### Voix québécoises
- Joël Legendre : Dany
- Élise Bertrand : Sawyer (voix parlée)
- Christine Chartrand : Sawyer (voix chantée)
- Aline Pinsonneault : Darla Dimple
- Johanne Léveillé : Tillie Hippo
- Yves Massicotte : Woolie Mammouth
- Hubert Gagnon : L.B. Mammouth
- Jacques Lavallée : Flanigan
- Élizabeth Chouvalidzé : Frances Albacore
- Hubert Fielden : Cranston Goat
- Lawrence Arcouette : Pudge le pingouin
- Bernard Fortin : T.W. Tortue
- Victor Désy : Max
- Luc Durand : Farley Wink

Note : Aucune version française de France doublée n'existe à ce jour. La seule version francophone trouvable en France (en streaming, téléchargement VOD, cassette VHS ou DVD) est la version en français du Québec, malgré un titre modifié en « Dany / Danny, Le Chat Superstar » 
Source doublage : fiche sur Doublage.QC.CA